# Uwe Nixdorff

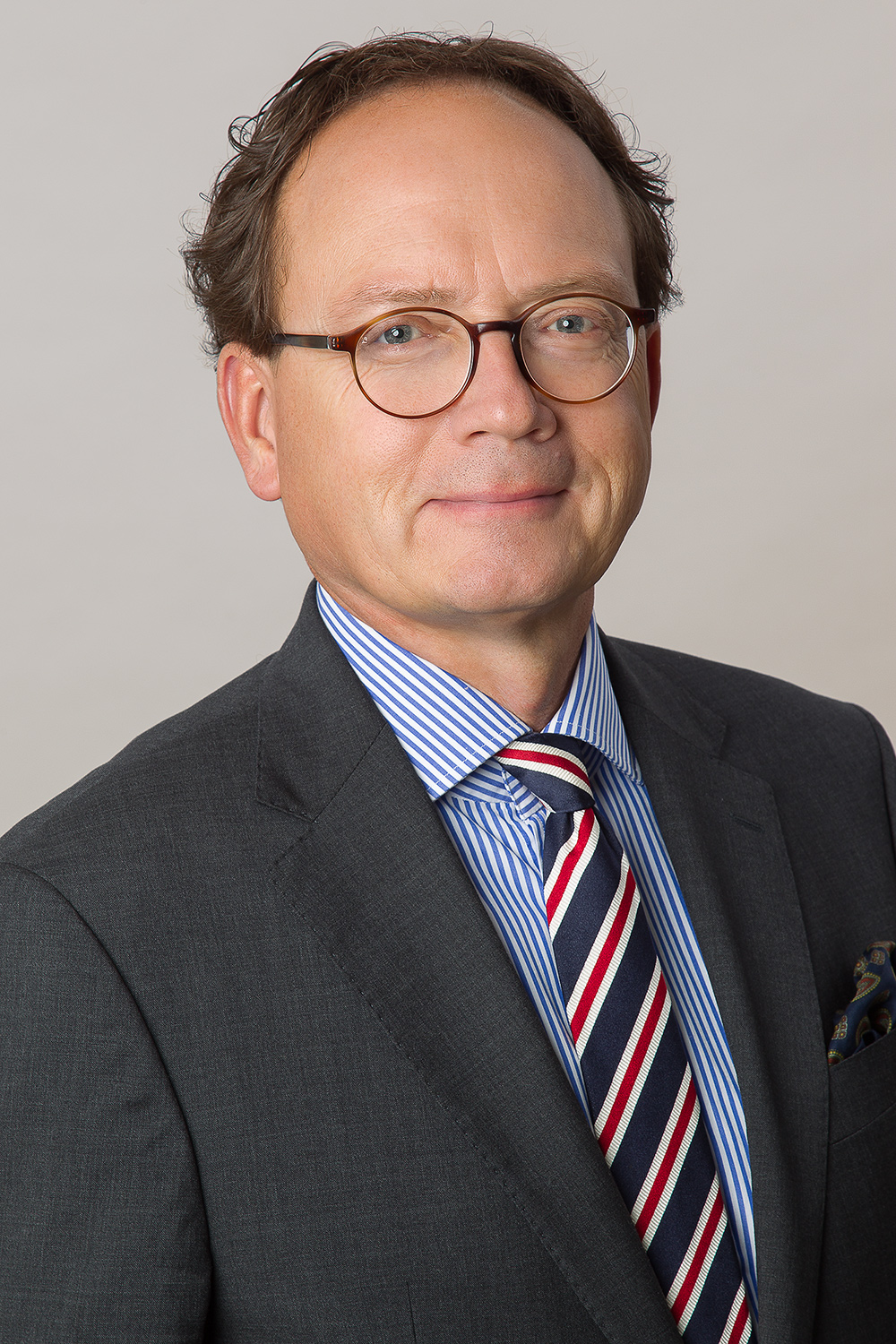
Uwe Nixdorff (2021)

Uwe Nixdorff (* 12. Juni 1958 in Hofheim am Taunus) ist ein deutscher Internist, Kardiologe und Sportmediziner.

## Werdegang
Nixdorff absolvierte das Studium der Humanmedizin von 1978 bis 1985 an der Johann Wolfgang Goethe-Universität in Frankfurt. Seine Promotion erfolgte im Rahmen einer experimentellen Studie mit dem Titel „Die Wirkung intrakoronarer Applikationen von Nifedipin, Nitroglyzerin und Dipyridamol im experimentellen Modell chronisch kollateralisierter Hundeherzen“. Nach einer kurzen Zeit als Assistenzarzt (11/1985 – 02/1986) am Deutschen Herzzentrum (DHZ) in München wechselt Nixdorff an die II. Medizinische Klinik der Johannes Gutenberg-Universität Mainz, wo er 1987/1988 unter Jürgen Meyer die internistische Facharzt- und auch kardiologische Teilgebietsbezeichnung absolvierte. 1988 und 1989 folgten mehrere Forschungsaufenthalte in den USA: Am Michael Reese Hospital in Chicago, an der University of Virginia School of Medicine in Charlottesville und am Massachusetts General Hospital der Harvard Medical School in Boston. Parallel war Nixdorff im Rahmen seiner wissenschaftlichen Arbeit bis 1998 am Universitätsklinikum Mainz tätig.
Mit der venia legendi (Lehrbefugnis) erfolgte die Lehrtätigkeit am Universitätsklinikum Mainz als Privatdozent. Von 1998 bis 2004 war Nixdorff als Oberarzt an der Friedrich-Alexander-Universität Erlangen-Nürnberg tätig. 2003 erwarb er die Zusatzbezeichnung Sportmedizin. Im Jahr 2005 gründete Nixdorff in München das European Prevention Center (EPC GmbH), zunächst mit Standort in München, dann Berlin und vorübergehend in Duisburg, später auch in Düsseldorf. Von 2007 bis 2010 führte er auch eine kardiologische Privatpraxis in Duisburg, anschließend bis heute in Düsseldorf. Nach weiteren klinischen und experimentellen Arbeiten wurde Nixdorff 2008 zum außerplanmäßigen Professor (APL) der Friedrich-Alexander-Universität Erlangen-Nürnberg berufen. Neben seiner Lehrtätigkeit dort war Nixdorff zudem Gastprofessor des Master-Studiengangs „Master of Science in Preventive Medicine (M.Sc.)“ an der Dresden International University (DIU) in den Jahren 2010–2016; von 2015 bis 2016 hatte er auch die wissenschaftliche Leitung inne.

## Forschungstätigkeit
Insbesondere unter dem wissenschaftlichen Mentor Raimund Erbel erfolgte eine klinische und experimentelle Forschungstätigkeit zum Langzeitverlauf des Herzinfarktes. Dabei wurden Erkenntnisse zum langfristigen, sogenannten postinfarziellen, linksventrikulären Remodelling (langfristige Verformungen und Funktionseinschränkungen der linken Herzkammer über das Akutereignissen des Herzinfarktes hinaus) gewonnen. Entsprechende medikamentöse und instrumentelle Herzinsuffizienztherapien sind heute nach weiteren internationalen klinischen Studien Leitlinien-gestützt.
Ein weiteres Forschungsthema Nixdorffs war die Inauguration der sogenannten Stressechokardiographie. Unter physikalischen oder pharmakologischen Stimuli wird eine Ultraschalluntersuchung des Herzens durchgeführt, um nach Durchblutungsstörungen zu suchen. Heute ist diese Methode vertragsärztlich zugelassen. Weiterhin erfolgten durch Nixdorff und Mitarbeiter erste experimentelle und klinische Untersuchungen einer in den 90er Jahren neuen echokardiographischen Methode (Herzultraschall), i.e. die Gewebe-Doppler-Echokardiographie resp. Tissue Doppler Echocardiography (TDE), die wesentlich genauere, quantitative Vermessungen der Herzfunktion gestattet und heute ebenfalls Leitlinien-etabliert ist.
Die wichtigsten Ergebnisse seiner echokardiographischen Arbeiten hat Nixdorff 1998 in seiner Habilitationsschrift „Quantitative transthorakale Echokardiographie zur linksventrikulären Funktionsanalyse in der Postinfarkt-Phase. Klinische und experimentelle Untersuchungen“ zusammengefasst.

## Spezialgebiete und Behandlungsschwerpunkte
Der Schwerpunkt von Nixdorff liegt in der kardiovaskulären Präventionsmedizin, insbesondere in der Früherkennung der Atherosklerose.

## Veröffentlichungen (Auswahl)
- U. Nixdorff (Hrsg.): Check-Up-Medizin: Prävention von Krankheiten – Evidenzbasierte Empfehlungen für die Praxis. Georg Thieme Verlag, 2009, ISBN 978-3-13-145271-9.
- U. Nixdorff, S. Achenbach, F. Bengel, P. Faggiano, S. Fernández, C. Heiss, T. Mengden, G. F. Mureddu, E. Nagel, V. Puntmann, J. Zamarano: Imaging in cardiovascular prevention. The ESC Textbook of Preventive Cardiology. Oxford University Press, 2015, OCLC 7335614404, S. 54–76.
- K. Lechner, C. von Schacky, A. L. McKenzie, N. Worm, U. Nixdorff, B. Lechner, N. Kränkel, M. Halle, R. M. Krauss, J. Scherr: Lifestyle factors and high-risk atherosclerosis: Pathways and mechanisms beyond traditional risk factors. In: Eur J Prev Cardiol. Band 27, Nr. 4, Mar 2020, S. 394–406. doi:10.1177/2047487319869400. PMID 31408370; PMC 7065445 (freier Volltext).
- G. F. Mureddu, F. Brandimarte, P. Faggiano, F. Rigo, U. Nixdorff: Between risk charts and imaging: how should we stratify cardiovascular risk in clinical practice? In: Eur Heart J Cardiovasc Imaging. Band 14, Nr. 5, May 2013, S. 401–416. doi:10.1093/ehjci/jes297. PMID 23299398.
- U. Nixdorff, R. Oberhoffer, R. Reibis, N. Reiss, D. Saure, A. Schlitt, H. Völler, R. von Känel, S. Weinbrenner, R. Westphal et al.: On Behalf Of The Cardiac Rehabilitation Guideline Group. Cardiac Rehabilitation in German Speaking Countries of Europe-Evidence-Based Guidelines from Germany, Austria and Switzerland LLKardReha-DACH-Part 1. In: J Clin Med. Band 10, Nr. 10, 19. May 2021, S. 2192. doi:10.3390/jcm10102192. PMID 34069561; PMC 8161282 (freier Volltext).
- U. Nixdorff: Stress echocardiography: basics and noninvasive assessment of myocardial viability. In: J Interv Cardiol. Band 17, Nr. 6, Dec 2004, S. 349–355. doi:10.1111/j.1540-8183.2004.04076.x. PMID 15546286.
- U. Nixdorff, M. Drees, S. von Bardeleben, S. Mohr-Kahaly, L. Klinghammer: Prognostication of post-infarct chronic heart failure: superiority of clinical assessment vs. cardiopulmonary and left ventricular function analysis. In: Int J Cardiol. Band 132, Nr. 2, 20. Feb 2009, S. 187–196. doi:10.1016/j.ijcard.2007.11.004. PMID 18222553.
- U. Nixdorff, C. Küfner, S. Achenbach, N. Stilianakis, J. U. Voigt, F. A. Flachskampf, W. G. Daniel, D. Ropers: Head-to-head comparison of dobutamine stress echocardiography and cardiac computed tomography for the detection of significant coronary artery disease.In: Cardiology. Band 110, Nr. 2, 2008, S. 81–86. doi:10.1159/000110484. PMID 17971656.
- R. Erbel, U. Nixdorff, M. Haude, E. Goerge, N. Treese, K. J. Henrichs, T. Pop, C. Diefenbach, J. Meyer: Intensivtherapie des Myokardinfarktes--Limitierung der Infarktgröße [Intensive therapy of myocardial infarct--limiting the size of the infarct]. In: Verh Dtsch Ges Inn Med. Band 95, 1989, S. 200–213. German. PMID 2690489.
- Weitere Publikationen von Uwe Nixdorff sind in der National Library of Medicine veröffentlicht.

## Auszeichnungen
- 1988 Young Investigator's Award of the International Council on Electrocardiology
- 1996 Best Abstract Award - Honourable Mention of the International Society of Cardiovascular Ultrasound
- 2006–2007 Who’s Who in Medicine and Healthcare (The Marquis Who’s Who Publication Board)
- 2007 Ehrenritterkreuz des Johanniterordens (Balley Brandenburg des Ritterlichen Ordens St. Johannis vom Spital zu Jerusalem - Der Johanniterorden)
- 2017 Elite Reviewer Award des European Heart Journal (EHJ)
- 2018 Reviewer Award European Heart Journal – Cardiovascular Imaging (EHJCVI)